# 腓特烈·威廉一世 (什勒斯維希-霍爾斯坦-森訥堡-貝克)
腓特烈·威廉一世（德語：Friedrich Wilhelm I. von Schleswig-Holstein-Sonderburg-Beck，1682年5月2日—1719年6月26日），奧古斯特之子，什勒斯維希-霍爾斯坦-森訥堡-貝克公爵（1689—1719）。腓特烈·威廉一世娶瑪麗·安東妮·迪·卡斯特略（Marie Antonie di Castello），有兩個女兒但沒有子嗣。他去世後他的叔叔腓特烈·路德維希繼承了頭銜。